# Lunde, Nordfyns kommun
Lunde är en tätort i Nordfyns kommun i Region Syddanmark i Danmark. Tätorten har 352 invånare (2024). Den ligger på Fyn, cirka 18,5 kilometer sydost om Bogense.